# Edgar Aabye
Edgar Lindenau Aabye (Helsingør, 1865. szeptember 14. – Koppenhága, 1941. április 30.) olimpiai bajnok dán kötélhúzó.
Az 1900. évi nyári olimpiai játékokon vett részt kötélhúzásban, és aranyérmet nyert a Nemzetközi Csapat színeiben, mely dánokból és svédekből állt. Csak két csapat indult, megverték a franciákat.
Kiváló atléta volt. Dán úszóbajnok volt 1896-ban, kerékpárosként, valamint evezősként is versenyzett. Párizsban volt sportújságíró.